# Резолюция Совета Безопасности ООН 1225
Резолюция 1225 Совета Безопасности Организации Объединенных Наций — резолюция Совета Безопасности ООН, единогласно принятая 28 января 1999 года, после подтверждения всех резолюций по Грузии, в частности резолюции 1187 (1998), Совет продлил мандат миссии Организации Объединенных Наций по наблюдению в Грузии (МООННГ) до 31 июля 1999 года и выразил намерение пересмотреть свой мандат.
Совет отметил, что ситуация в зоне конфликта оставалась напряженной и нестабильной, а переговоры между Грузией и Абхазией зашли в тупик. Он признал, что присутствие миротворцев из МООННГ и Содружества Независимых государств (СНГ) стабилизировало ситуацию. Совет Безопасности поддержал усилия Генерального секретаря ООН Кофи Аннана в поиске путей улучшения ситуации с соблюдением соглашений, также СБ обязал обе стороны конфликта уважать права человека. 
Стороны провели встречу в Афинах в октябре 1998 года, однако не смогли договориться о мерах доверия, безопасности, о возвращении беженцев и восстановлении экономики. Совет Безопасности потребовал, чтобы обе стороны вернулись к переговорам и взяли на себя обязательства в отношении мирного процесса. Он также призвал соблюдать соглашение о прекращении огня и разводе сил. 
Между тем положение беженцев по-прежнему вызывало озабоченность, и Совет Безопасности вновь заявил, что демографические изменения, вызванные конфликтом, неприемлемы. СБ осудил действия вооруженных групп, включая установку наземных мин, которые препятствовали работе гуманитарных организаций и задерживали нормализацию ситуации в Гальском районе Абхазии. Обе стороны призвали принять меры для прекращения такой деятельности.
В заключение резолюции была просьба к Генеральному секретарю ООН представить в трехмесячный срок доклад о ситуации в регионе конфликта и выражено намерение провести обзор операции МООННГ по завершении ее нынешнего мандата.